# Unterhaid (Oberhaid)

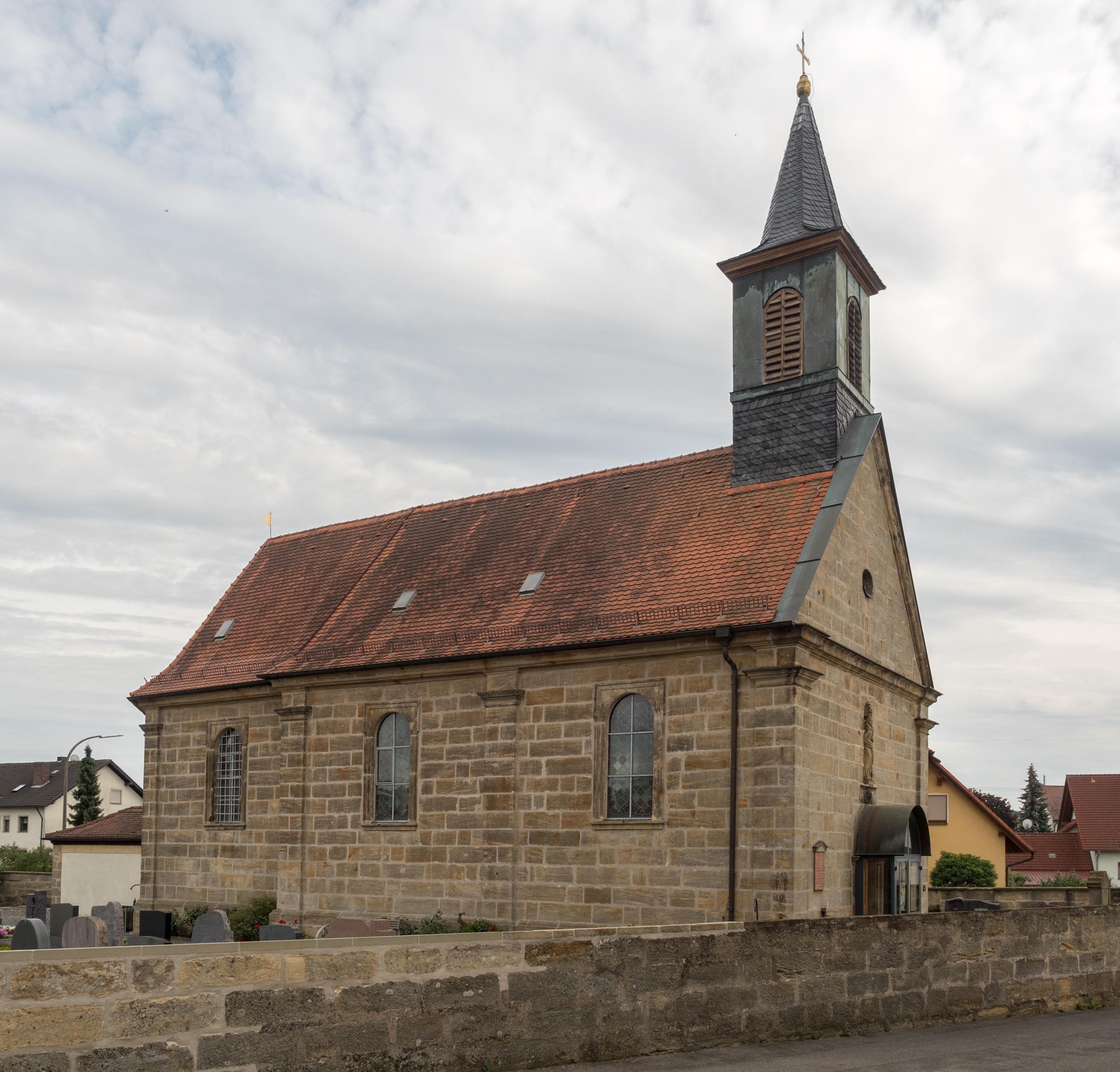
Katholische Kuratiekirche Sankt Barbara in Unterhaid

Unterhaid ist ein Gemeindeteil der Gemeinde Oberhaid im oberfränkischen Landkreis Bamberg in Bayern.

## Geografie
Das Pfarrdorf Unterhaid liegt auf einer Höhe von 230 Metern und ist damit der am niedrigsten gelegene Ort im Landkreis Bamberg. Nachbarorte sind im Osten Oberhaid, im Süden Viereth und im Westen Staffelbach. Knapp einen Kilometer südlich der Ortschaft verläuft die A 70.

## Geschichte
Der Ort wurde schon im Jahre 953 erstmals urkundlich erwähnt und 1289 als „inferiori heyde“ bezeichnet. Im Jahre 1314 wurde das Dorf „Nidernheyde“ genannt. Kirchlich gehörte Unterhaid bis zur Säkularisation zum Bistum Würzburg. Unterhaid ist der östlichste Ort im Weinbaugebiet Franken und einer der wenigen Weinorte in Oberfranken.
Am 21. April 1681 „seint zu Under Haidt 25 Häuser undt Städel innerhalb 2 Stund jämmerlich abgebrandt:“
Bis zum 30. April 1978 war Unterhaid eine politische Gemeinde und wurde dann im Zuge der Gebietsreform in Bayern nach Oberhaid eingegliedert.